# SoltyRei
SoltyRei (ソルティレイ SorutiRei?) es un anime japonés que combina drama y ciencia ficción. Trata sobre los habitantes de una ciudad donde una Aurora impide los viajes aéreos. La serie es dirigida por Yoshimasa Hiraike y coproducida por TV Asahi, Gonzo y AIC. La música corre a cargo de Toshiyuki Omori.
El 2 de abril de 2006 Funimation confirmó en la Expo Anime que tenía los derechos para distribuir SoltyRei en Estados Unidos. Antes de esto, una fansub había informado de la recepción de una carta por parte de FUNimation Entertainment para que cesara con sus labores de fansub. En inglés el anime fue llamado Origin, aunque el nombre crea confusión con Origin: Spirits of the Past.
Desde el 1 de octubre de 2008, se emitió en Animax hasta el cambio de logo del canal en el 2010.

## Argumento
Roy Revant está viviendo la dura vida de un cazarrecompensas en una ciudad donde miles de personas murieron 12 años atrás por un fenómeno llamado "La catástrofe". Dicho fenómeno causó grandes estragos en la ciudad y es la causa de que miles de personas usen implantes.
Roy Revant está buscando a su hija desaparecida durante "La catástrofe", y cuando parece que sólo un milagro podría ayudarle en dicha tarea aparece Solty que literalmente cae del cielo. Solty es una reensamblada única en su tipo. Es una joven sin pasado que encontrará una familia en un mundo lleno de dolor y alienación.

### Terminología
Aurora
Es una barrera protectora que mantiene la atmósfera del planeta en su lugar. Cualquier objeto que entra en contacto con la aurora es destruido, por lo tanto no es posible ningún aparato volador (ni siquiera aviones, ya que la aurora esta a pocos kilómetros de la superficie). La Aurora apareció como consecuencia de "La caída del rayo".
 La caída del rayo
Es un desastre que se produjo aproximadamente 12 años antes del inicio de la serie. Del cielo cayó un terrible rayo que causó una gran cantidad de daño y numerosas muertes.
Más tarde se comprobó que la "La caída del rayo" fue causada por un potente láser disparado por órdenes de la computadora Eirene, para evitar los planes de Ashley.
 Original
Un término que utilizan los seres humanos cuyos cuerpos son 100% protésicos. Solty Rey es el único ejemplo que aparece en la serie.
 Hilga 
Hilga es una gigantesca nave espacial. Es la única que puede atravesar la aurora. Fue construida en la antigua sede de RUC.
 Derechos de Niño
A raíz de la catástrofe, un gran número de niños que no pudieron ser identificados fueron enviados a orfanatos. Poco después, la ciudad decidió acoger a un gran número de estos huérfanos con el fin de darles acceso a la asistencia sanitaria y otros servicios de la ciudad. La primera persona en recibir Derechos de Niño es la propia Rita Revant. Después de haber sido visitado por Roy Revant (que ignora que sea su hija), Rita explica que ella es capaz de recibir asistencia social y vivir en el campo, como beneficio de éstos derechos.
 PROCEED
Nombre dado a las jóvenes genéticamente alteradas como un subproducto de la "La caída del rayo". Al igual que Solty, tienen una gran fuerza, velocidad, etc. y también un grado de interacción sobre las máquinas. Debido a la alteración causada por la "La caída del rayo" en algunos casos ha cambiado incluso el color del cabello, y esa es la razón por la que Rose ha cambiado de ser una pelirroja a ser una chica rubia.
El cuarteto de especialistas comandado por los operarios Ashley Lynx son todos PROCEEDs de gran capacidad física. Probablemente, su habilidad con las máquinas es también la razón por la que lleven los "Trajes de energía" que usan en las misiones. Estos trajes tienen una notable semejanza con el del "Knight Saber" de Bubblegum Crisis, ya que el diseño para ambas series ha corrido a cargo de Kenichi Sonoda. Ellos son los únicos que llevaban "Trajes de energía", lo que lleva a pensar que tan sólo puede ser utilizado por PROCEEDs. Estos trajes otorgan ciertas habilidades únicas a cada uno de los cuatro miembros. En particular, mientras Ashley lucha contra Integra, se muestra su capacidad "Overclocking". Tal vez las habilidades de los demás miembros del equipo también tengan nombre, pero estos no se mencionan. Los nombres de los cuatro miembros son modelos de coche.
 R.U.C. (Reestablishment Universe Committee)
Es una empresa/gobierno que administra las actividades diarias en la ciudad, parecido al Grupo paradigma en The Big O. Además de una fuerza de seguridad privada, también tienen poseen mechas de cuatro patas similares a grúas de construcción. Fue creada por EUNOMIA para poder regular la ciudad.
 Ciudadanos Registrados / No Registrados
Es una clasificación de los habitantes para la distribución de recursos entre los residentes.
Los ciudadanos son registrados en una base de datos global para recibir asistencia sanitaria, escolarización, bienestar y otros servicios del gobierno.
Los ciudadanos no registrados, por otra parte, no puede recibir la asistencia sanitaria municipal o muchos de los otros servicios ofrecidos a los ciudadanos registrados. Si bien los ciudadano no registrados no son ocupantes ilegales de la ciudad, aunque a menudo son considerados como tal, tanto oficialmente y de manera evidente son considerados como la casta inferior de la ciudad. Muchos ciudadanos no registrados ocupan las alcantarillas, en una ciudad subterránea secreta, mientras que la mayoría de los ciudadanos registrados viven en residencias elegantes construidas en la superficie.
Si bien la forma original de establecer la diferencia entre los dos grupos no es conocida, se basa en gran medida en lazos familiares. Todos los hijos biológicos de los ciudadanos registrados se consideran también como ciudadanos registrados. Además, un matrimonio puede adoptar a un no registrado. Como resultado, el niño pasa a ser reclasificado como un ciudadano registrado. Celica Yayoi es un ejemplo de ello.
Implante
Es un término amplio utilizado para prótesis, que se hizo más generalizado después de "La caída del rayo" debido al gran número de lesiones sufridas durante dicho evento. Los seres humanos que utilizan esta tecnología son conocidos como Implantados. Sus piezas están vinculadas a Eunomia, la computadora central de R.U.C.

## Medios

### Anime
Madman Entertainment adquirió los derechos para la distribución de Solty Rei en Australia y Nueva Zelanda y lanzado en seis volúmenes de DVD entre 15 de agosto de 2007 y el 23 de enero de 2008. Una colección completa, incluyendo el OVA como los episodios 25 y 26, fue lanzado el 17 de septiembre de 2008.

### Reparto
| Personaje        | Seiyū            | Actor de doblaje   |
| ---------------- | ---------------- | ------------------ |
| Solty Revant     | Momoko Saito     | Mercedes Prato     |
| Roy Revant       | Jouji Nakata     | Juan Guzmán        |
| Rose Anderson    | Masumi Asano     | Maite Bolívar      |
| Kasha Maverick   | Natsuko Kuwatani | Lidia Abbout       |
| Miranda Maverick | Sayaka Ohara     | Anabel Peña        |
| Integra Martel   | Ryō Hirohashi    | Rebeca Aponte      |
| Celica Yayoi     | Yukari Tamura    | Jhaidy Barboza     |
| Silvia Ban       | Shizuka Itō      | Melanie Henríquez  |
| Accela Warrick   | Mamiko Noto      | Lileana Chacón     |
| Yuto K Steel     | Hiro Shimono     | Rolman Bastidas    |
| Larry Anderson   | Hideki Tasaka    | José Manuel Vieira |
| Andy Anderson    | Tatsuhisa Suzuki | Johnny Torres      |
| Sarah Revant     | Tomoe Oumi       | Lilo Schmid        |
| Ashley Links     | Nobuo Tobita     | Salvador Pérez     |
| Josef            | Fumihiko Tachiki | José León          |
| Narración        | N/A              | Carmelo Fernández  |

### Personajes episódicos
| Personaje                 | Seiyū         | Actor de doblaje  | Episodio |
| ------------------------- | ------------- | ----------------- | -------- |
| Dale Boyd                 | ¿?            | Rafael Monsalve   | 1        |
| Grey Wacca                | Tsutomu Tsuji | Luis Miguel Pérez | 1        |
| Francotirador             | ¿?            | Antonio Delli     | 2        |
| Natalie                   | Mami Kingetsu | Maythe Guedes     | 3        |
| Dewy Black                | Yutaka Nakano | Salomón Adames    | 3        |
| Meryl                     | Sawa Ishige   | Marycel González  | 4        |
| Rita Revant (chica ciega) | Ai Nagano     | Anabella Silva    | 6        |
| Vincent Greco             | Rikiya Koyama | Ramón Aguilera    | 6        |
| Keli Jones                | ¿?            | Rubén León        | 6        |
| John Kimberley            | Sho Hayami    | Ledner Belisario  | 8        |
| Hou Chuu                  | Hōchū Ōtsuka  | Manuel Bastos     | 11-13    |
| Jeremy Kolbel             | Ryoko Nagata  | Marycel González  | 13-14    |
| Will                      | Takeshi Kusao | Ricardo Sorondo   | 15-16    |

### Música
Tema de apertura:
- "Clover": Episodios: 01 - 23 y el episodio extra 25 - 26
Letras y composición: Meg Rock
Arreglos: Daisuke Katou
Interpretado por: Meg Rock

Tema de cierre
- "Float ~Beyond the Sky~" (Float ～空の彼方で～ Float ~Sora no Kanata de~?): Episodios: 01 - 11, 13 - 23 y el episodio extra 25 - 26
Letras y composición: Masami Okui
Arreglos: Jun Ichikawa
Interpretado por: Tomoe Ohmi

- "Return to love": Episodios: 12 y 24 
Letras y composición: Masami Okui
Arreglos: Jun Ichikawa
Interpretado por: Tomoe Ohmi

Temas insertados
- "Take you there": Episodio: 04 
Letras y composición: R・O・N
Interpretado por: R・O・N con Takuto Maeda desde Count Lost

- "Promise": Episodio: 05 
Letras y composición: R・O・N
Interpretado por: R・O・N

- "Return to love (Jazz version)": Episodios: 12, 13 y 24
Letra: Masami Okui
Letra en inglés: Mika Watanabe
Composición: Masami Okui
Arreglos: Toshiyuki Ōmori
Interpretado por: Geila Zilkha

- "(Why I’m right here) with you": Episodio:16 
Letras y composición: R・O・N
Interpretado por: R・O・N

- "Wish For...": Episodio:18
Letras y composición: R・O・N
Interpretado por: R・O・N con Takuto Maeda desde Count Lost

- "Straying in the dark": Episodio:22
Letras y composición: R・O・N
Interpretado por: R・O・N

- "Wish": Episodio:23
Letras y composición: Meg Rock
Arreglos: Daisuke Katou
Interpretado por: Meg Rock

- "Pieces": Episodio:24
Letras y composición: R・O・N
Interpretado por: R・O・N y Junko desde electlink

### Álbumes CD
CD del electlink del solo “(LHCM-1015) realizado por la roca del megohmio. Tema *Ending solo " ~Beyond del flotador el Sky~ " (~ del 空の彼方で del ~ del flotador ~Sora del flotador ninguÌn de~ de Kanata?, EVCS-0004) realizado por Tomoe Ohmi. tema del *Insert solo " Igualando calma " (夕凪 Yuunagi?, EVCS-0007) realizado por Tomoe Ohmi. la sola “promesa” del álbum *Vocal (LHCA-5029) se realizó por el ・ N. del ・ O de R * la " banda de sonido original Vol.1 de SoltyRei” (LHCA-5026) compuesta por Toshiyuki Ōmori. * la " banda de sonido original Vol. 2 de SoltyRei” (LHCA-5032) compuso por Toshiyuki Ōmori. * " ~ CD del tema del carácter y de la radio × de Solty ~ de Rose” (LHCM-1017) cantado por Solty (CV: Momoko Saito) y Rose (CV: Masumi Asano).

### Libros
Actualmente hay un volumen del manga lanzado en Japón.
- SoltyRei - la señora roja (SoltyRei-赤の淑女- SoltyRei - Aka ninguÌn Shukujo-?) (ISBN 978-4-7580-6006-6): Fecha de lanzamiento: El junio de 2006, es un fanbook visual lanzado en Japón.
- SoltyRei Fanbook visual (ISBN 978-4-7753-0481-5): Fecha de lanzamiento: 29 de julio de 2006

## Curiosidades
- Los nombres de las cuatro chicas de la División Especial de Seguridad proceden de los coches japoneses: Honda/Acura Integra, Toyota Celica, Mazda Axela y Nissan Silvia.

- Las tres computadoras de la ciudad principal, Eunomia, Dike e Irene, llevan el nombre de tres diosas de la mitología griega.

- Range Murata, el creador detrás de Blue Submarine No. 6 y Last Exile, creó diseño de la bicicleta de Rose, que, con su viejo estilo de diseño, pero muy técnico, es sugestiva de la vanships de Last Exile.

- Roy Revant se dice que se ve y actúa muy similar al personaje de las películas de Duro de Matar, John McClane.

- Según el comentario del DVD para el doblaje en inglés del anime (en concreto, episodio 13), Christopher Sabat, quien interpreta a Roy Revant y dirigió el doblaje, se puso el mismo tatuaje del brazo que tiene Roy para conmemorar el trabajo en la serie.